# Hradištko (okres Praha-západ)
Obec Hradištko se nachází na území mezi Vltavou (pravý břeh) a Sázavou (levý břeh) před jejich soutokem, v okrese Praha-západ, kraj Středočeský. Žije zde přibližně 2 500 obyvatel.

## Historie
Čilý řemeslnický a tržní život v osadě Sekanka je doložen již ve 13. století. První písemná zmínka o vesnici Hradištko pochází z buly papeže Klimenta V. z roku 1310, kde je v soupise majetku ostrovského kláštera zmíněn jako hospodářský dvůr Hradysscze, později byl již uváděn jako Hradištko. Roku 1571 zde již byla renesanční tvrz, která přešla do majetku strahovského kláštera, začátkem 18. století byla přestavěna na zámek a premonstrátům patřil až do roku 1945.
V roce 1597 patřilo Hradištko drobnému šlechtici Divišovi Slepotickému ze Sulic. Poté se majitelé rychle střídali. Poručník sirotků po Slepotickém, Bartoloměj Panvic z Lomnice a na Chodově, prodal zadlužený statek v roce 1608 (do desk zemských vloženo 1609) Zuzaně Šanovcové ze Sudoměře. Její dcera Kateřina Vratislavová ze Šanova Hradištko v roce 1612 prodala Adamovi Hozlauerovi z Hozlau, a ten o pět let později (1617) prodal statek za 14300 kop míšeňských Marianě Mrakšové rozené Novohradské z Kolovrat. Mariana Mrakšová měla syny Václava Albrechta, Jana Viléma, Wolfa Hendrycha, a Petra Karla. V roce 1628 tito synové prostřednictvím královských komisařů (plnoletý byl v té době pouze nejstarší Václav Albrecht) opět prodali zadlužené Hradištko Maximiliánovi Pechlarovi z Meminku. Po Pechlarově smrti koupil statek v roce 1637 od královských komisařů Rudolf Malovec z Malovic. Od něj Hradištko s dvorem v Hradištku a s lesy u Štěchovic, Třebenic, Měchenic, Brunšova a Pikovic koupil roku 1638 koadjutor opata strahovského Kryšpin Fuk za 12 000 kop míš. a 100 dukátů (jak je zřejmé, nejednalo se o pobělohorský konfiskát).
Obec Hradiště zhruba v dnešním vymezení vznikla se zavedením obecního zřízení v roce 1848. Roku 1875 byla v obci zřízena škola, roku 1907 dobrovolný hasičský sbor. Od 20. let 20. století se území obce stalo součástí posázavské trampské oblasti, v roce 2006 bylo na území obce evidováno 1735 rekreačních objektů.
Za druhé světové války bylo území obce 15. září 1942 vysídleno a stalo se výcvikovým prostorem jednotek SS. Byl zde zřízen pracovně-výchovný tábor, který byl o rok později rozšířen a změněn na pobočku koncentračního tábora Flossenbürg. V dubnu 1945 byla část vězňů koncentračního tábora Hradištko hromadně povražděna. Události připomíná památník v místě bývalého tábora při silnici na Pikovice a také pomník obětem u silnice 106 na Třebsín. V dubnu 1945 zakopala německá armáda v údolí Dušno (první údolí spadající zprava k Vltavě pod štěchovickou přehradou) dokumentační materiál, který byl o rok později tajně vyzvednut americkou armádou a je známý pod názvem štěchovický archiv. Podle některých informací by někde v oblasti Hradištka mohl být zakopán i tzv. štěchovický poklad, tj. několik set beden, které byly koncem dubna 1945 evakuovány z Berlína, avšak poté, co dorazily do Prahy, již německá armáda neměla možnost je přesouvat dál.
V roce 1948 vznikla v obci továrna na keramické tisky, na počátku 60. let inseminační stanice Státních plemenářských podniků. Během povodní v roce 2002 bylo zatopeno několik domů v lokalitě Brunšov, ležící u štěchovického mostu.

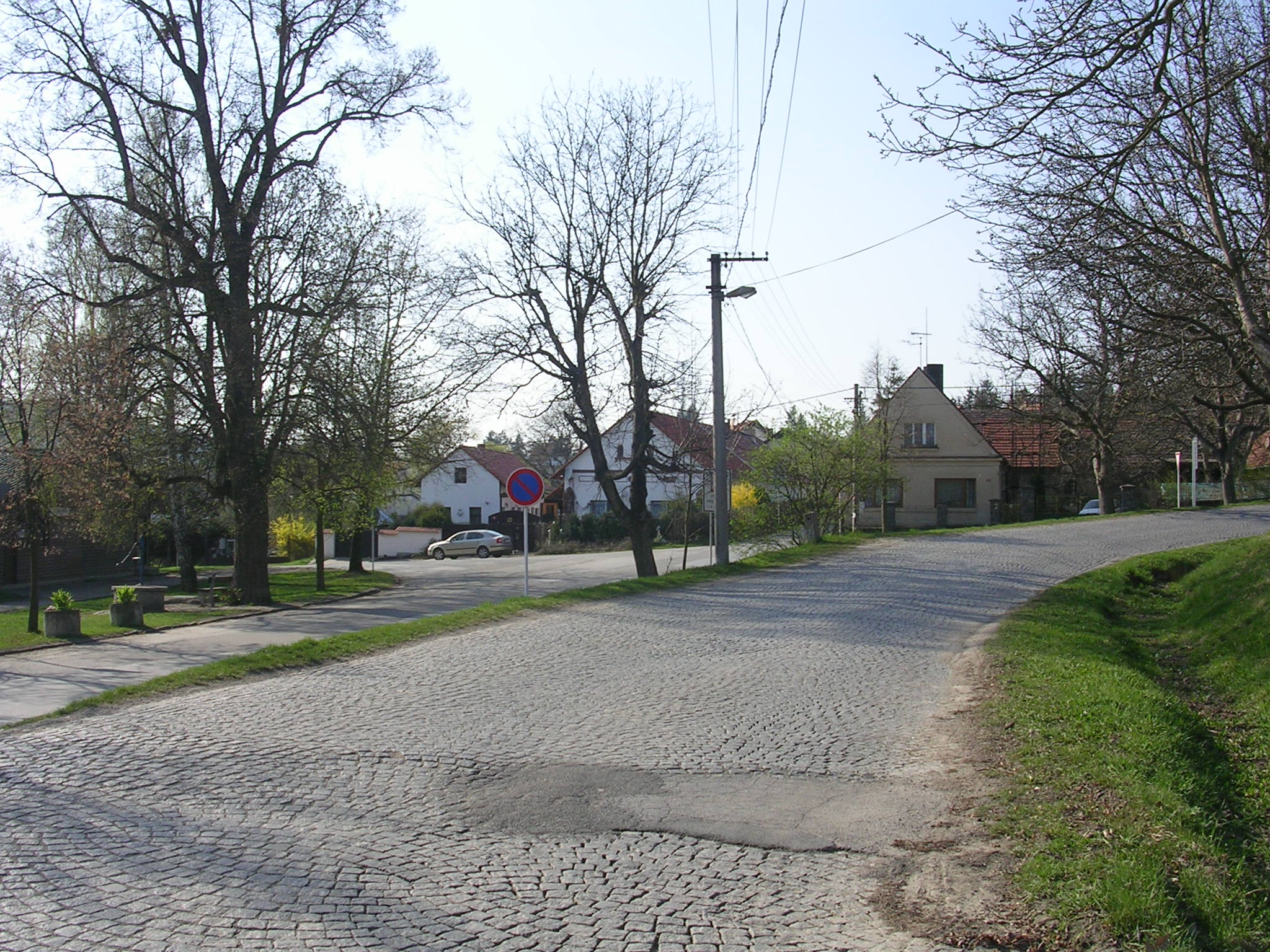
Hradištko, náves u zámku

### Spory s premonstráty
V roce 1994 Královská kanonie premonstrátů projevila zájem o svůj majetek v obci. Jedná se například o místní zámeček, obecní úřad, poštu, rybník, hasičskou zbrojnici, pozemky pod budovou mateřské školy, komunikace a veřejná prostranství. Následujících dvacet let se obec s premonstráty soudila. Rozhodnutí soudů se měnila střídavě ve prospěch obou stran. Rozsudek Nejvyššího soudu ČR ze dne 4. dubna 2006 a rozsudek Krajského soudu v Praze ze dne 1. září 2005 nárok premonstrátské kanonie zamítly. Tyto rozsudky zrušil Ústavní soud svým nálezem ze dne 24. června 2009 s odvoláním na svá předchozí rozhodnutí například z roku 2002 a 2005, v nichž Ústavní soud konstatuje svoji odpovědnost za dodržování ústavního pořádku v České republice, kterou vykládá tak, že v případě dlouholeté nečinnosti Parlamentu České republiky může „k plnění této povinnosti povolávat i obecné soudy“. Obecné soudy žalobě vyhověly a rozhodly o povinnosti obce vydat dotyčný majetek. Proti těmto rozhodnutím obecných soudů byla podána ústavní stížnost, kterou Ústavní soud svým nálezem ze dne 7. ledna 2014 zamítl. Obec odmítla podmínky narovnání, které jí premonstrátská kanonie nabídla a ve svém pozdějším vyjádření je označuje za velkorysé. Tato jednání ze bezúspěšně táhla až do roku 2008; kanonie neakceptovala kategorický požadavek obce, aby kanonie sama financovala výstavbu nového multifunkčního objektu pro potřeby obce, jehož kapacita měla být zhruba dvojnásobná oproti kapacitě budovy zámečku. Obec odmítala dobrovolně vydat nárokované nemovitosti i platit za ně nájem, požadovaný ve výši 50 % tržního nájemného podle znaleckého posudku. Proto kanonie, která tou dobou již byla povinna odvádět obci daň z těchto nemovitostí, jejíž výši stanovila obec v mezích zákona jako maximální, podala žalobu na vyklizení nemovitostí a na zaplacení dlužného nájemného. Protože obci byly z jejího podnětu v roce 2011 v rámci obnovy přídělů připsány na list další rozsáhlé pozemky z majetkové podstaty bývalého klášterního velkostatku, shodou okolností v lokalitě určené územním plánem k zástavbě, podala kanonie ohledně těchto pozemků žalobu podle zákona.
Podle článku z července 2014 obce část majetku už kanonii vydala. Obecní úřad obec přestěhovala do plemenářského areálu v Hradištku, který shledala za výhodnější.
Spor o výši nájemného z dosud nevydaných objektů za poslední tři roky a o pozemky, jež obci přiznal Pozemkový fond jako náhradu za pozemky dříve patřící premonstrátům, podle informace z července 2014 stále pokračoval.
Podle starosty Antonína Merty si obec činila na sporný majetek především morální nárok a obec se obrátí na mezinárodní soud ve Štrasburku, „když bude třeba“. Zástupce veřejné ochránkyně práv Stanislav Křeček v neformálním dopise z 16. června 2014 apeloval na kanonii s tím, že její nároky potvrzené soudem obec Hradištko uznává, ale tvrdí, že „nápravou minulých křivd by neměly být způsobovány křivdy a nespravedlnosti nové“. Stanislav Křeček zpochybňoval už fakt, že by ústavní soud mohl svým aktivismem nahrazovat nečinnost parlamentu při dodržování ústavnosti, ale i fakt, že v době, kdy ústavní soud zamítal ústavní stížnost, již byla od 1. ledna 2013 účinná právní úprava, podle které by majetek vydán být neměl. Podle Ústavního soudu zákon přijatý později soudy při svém rozhodování nemohly aplikovat, na čemž nic nemění ani skutečnost, že tuto právní úpravu může stěžovatelka (obec) považovat za příznivější. Ředitel ústřední kanceláře kanonie Petros Alexandridis uvedl, že obec nemá žádné zákonné, natožpak morální nároky na jakýkoliv majetek z majetkové podstaty kanonie a není ani zřejmé, proč tyto nároky předkládá. Přiznání církevních majetků obci by podle kanonie bylo nespravedlivé vůči ostatním obcím, na jejichž katastru shodou okolností neleží žádný církevní majetek, který by si mohly přisvojit. Vyžadované měsíční nájemné 100 000 Kč za objekt obecní školky a přilehlých pozemků nepovažuje kanonie za likvidační. Rovněž sboru dobrovolných hasičů pronajali premonstráti část zámečku za symbolické nájemné 1 Kč/rok. Premonstráti vytýkali obci, že své požadavky neadresovala v první řadě kanonii a že se opakovaně vyhýbá soudním líčením ve věci stanovení nájemného, a vytkli Stanislavu Křečkovi, že si nevyslechl osobně i premonstráty jako druhou stranu a místo toho řeší věc přes média.
Podle Stanislava Křečka, zástupce veřejné ochránkyně práv, hrozí obci kvůli vydání majetku zánik, podle článku v iDnes a vyjádření starosty však určitě nehrozí nebezpečí, že by obec zanikla. Starosta však řekl, že kompletní naplnění všech soudních usnesení by řádné fungování obce velmi znesnadnilo. Podle vyjádření kanonie premonstrátů je obec, stejně jako jiné obce, plně finančně zajištěna podílem na daních, dávkách a poplatcích, které jí ze zákona přináležejí.
Ředitel kanceláře kanonie P. Alexandridis naznačil, že chce kanonie v některé ze získaných nemovitostí vybudovat sociální či zdravotnické zařízení, tedy že kanonie připravuje projekt, který má velmi blízko k apelu pana prezidenta (Miloše Zemana), který se k situaci v obci vyjadřoval.

### Územněsprávní začlenění
Dějiny územněsprávního začleňování zahrnují období od roku 1850 do současnosti. V chronologickém přehledu je uvedena územně administrativní příslušnost obce v roce, kdy ke změně došlo:
- 1850 země česká, kraj Praha, politický okres Jílové, soudní okres Jílové[10]
- 1850 země česká, kraj Praha, politický okres Jílové, soudní okres Jílové
- 1855 země česká, kraj Praha, soudní okres Jílové
- 1868 země česká, politický okres Karlín, soudní okres Jílové
- 1884 země česká, politický okres Královské Vinohrady, soudní okres Jílové[11]
- 1921 země česká, politický okres Královské Vinohrady expozitura Jílové, soudní okres Jílové[12]
- 1925 země česká, politický i soudní okres Jílové[13]
- 1939 země česká, Oberlandrat Praha, politický i soudní okres Jílové[14]
- 1942 země česká, Oberlandrat Praha, politický okres Praha-venkov-jih, soudní okres Jílové[15]
- 1945 země česká, správní i soudní okres Jílové[16]
- 1949 Pražský kraj, okres Praha-východ[17]
- 1960 Středočeský kraj, okres Praha-západ
- 2003 Středočeský kraj, obec s rozšířenou působností Černošice

### Rok 1932
V obci Hradištko (přísl. Brunšov, Pikovice, 580 obyvatel, četnická stanice) byly v roce 1932 evidovány tyto živnosti a obchody: bednář, družstvo pro rozvod elektrické energie v Hradištku n. Vlt., holič, 10 hostinců, 2 koláři, kovář, krejčí, mlýn, obchod s ovocem a zeleninou, obuvník, pekař, obchod s lahvovým pivem, 7 rolníků, 4 obchody se smíšeným zbožím, 2 řezníci, 3  trafiky, 2  truhláři, velkostatek strahovské kanonie.

## Obyvatelstvo

### Počet obyvatel
Počet obyvatel je uváděn za Hradištko podle výsledků sčítání lidu včetně místních části, které k nim v konkrétní době patří. Je patrné, že stejně jako v jiných menších obcích Česka počet obyvatel v posledních letech roste. V celé hradištské aglomeraci nicméně žije necelých 3 tisíce obyvatel.
| 1869 | 1880 | 1890 | 1900 | 1910 | 1921 | 1930 | 1950 | 1961  | 1970  | 1980  | 1991  | 2001  | 2011  |
| ---- | ---- | ---- | ---- | ---- | ---- | ---- | ---- | ----- | ----- | ----- | ----- | ----- | ----- |
| 622  | 638  | 663  | 625  | 563  | 580  | 631  | 994  | 1 192 | 1 188 | 1 230 | 1 141 | 1 261 | 1 859 |

| 1869 | 1880 | 1890 | 1900 | 1910 | 1921 | 1930 | 1950 | 1961 | 1970 | 1980 | 1991 | 2001 | 2011 |
| ---- | ---- | ---- | ---- | ---- | ---- | ---- | ---- | ---- | ---- | ---- | ---- | ---- | ---- |
| 78   | 87   | 91   | 94   | 95   | 97   | 155  | 747  | 303  | 305  | 333  | 417  | 501  | 641  |

## Území a vybavenost obce

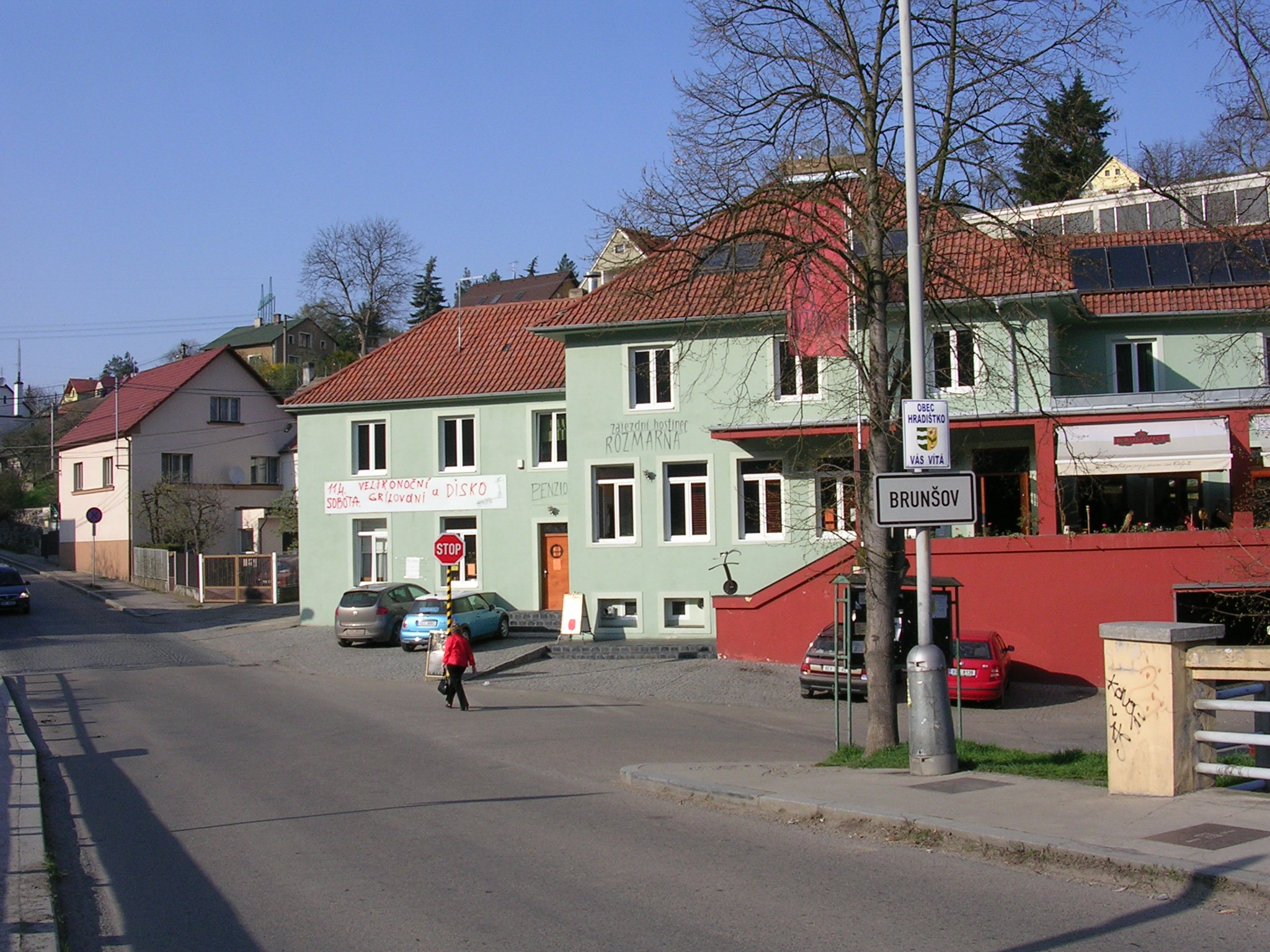
Brunšov, hostinec Rozmarná

Obec je tvořena jediným katastrálním územím Hradištko pod Medníkem, ve kterém leží čtyři místní části: Hradištko a Pikovice; od roku 2014 byly (znovu) vytvořeny části Brunšov a Rajchardov.
Území obce zahrnuje vesnici Hradištko na hřebeni mezi Vltavou a Sázavou, bývalé povltavské plavecké osady Brunšov (naproti Štěchovicím) a Šlemín (při ústí potoka tekoucího z Hradištka do Vltavy), chatovou osadu Rajchardov mezi Brunšovem a Šlemínem, bývalou osadu Sekanka na ostrohu nad soutokem Vltavy a Sázavy (dnes její název nesou chatové osady v okolí), bývalou posázavskou plaveckou osadu Pikovice, skalnatý pás pobřeží nad štěchovickou přehradou včetně rezervace Kobylí draha, levé sázavské úbočí severně od vrcholu Chlum (447 m n. m.) včetně části Posázavské stezky a celý kopec Medník (417 m n. m.) včetně přírodní rezervace Medník na jeho východní straně.
Obec má základní občanskou vybavenost: poštu, policejní stanici, zdravotní středisko, mateřskou a základní školu, knihovnu, prodejny a základní služby. V obci není kostel, avšak jeho funkci mohl zastoupit zámek, který náboženskou výzdobou kostel připomíná. Dříve na zámku sídlil obecní úřad a knihovna, který byl však spolu s knihovnou z důvodů sporů s premonstráty přesunut k plemenářské stanici. K zámku patří i zahrada, v jejíž zdi je několik výklenkových kaplí.
Ve všech čtyřech částech obce jsou pojmenovány ulice a většina adres je k pojmenovaným ulicím přiřazena, orientační čísla však zavedena nejsou. Nejstarší je pojmenování ulic v Pikovicích, později byly pojmenovány ulice i v hlavní části obce (z níž byly později vyčleněny části Rajchrdov a Brunšov). Na webu obce je zveřejněna mapa s názvy obce od nakladatelství Žaket z rok 2010, Pojmenování ulic bylo zavedeno v roce 2011 v návaznosti na schválení pasportu místních komunikací dne 21. 3. 2011. Obecní zpravodaj z konce září 2011 uváděl, že na pojmenování ulic se pracuje.
V létě 2011 bylo zavedeno očíslování světelných míst veřejného osvětlení v obci. Na parkových stožárech jsou použity žluté samolepky s černými čísly, na železobetonových sloupech pouze černá čísla. Na některých sloupech jsou patrné zbytky staršího číslování.

## Pamětihodnosti
- Zámek Hradištko
- Památník v místě pobočného koncentračního tábora Hradištko u (silnice na Pikovice)
- Pomník masakru vězňů, u silnice 106 na Třebšín resp. Třebsín
- Městiště Sekanka, archeologické naleziště
- Výklenkové kaple před zámkem. Kaple jsou součástí ohradní zdi zámeckého parku. Dříve v jejich výklenku byly fresky postav světců od J. V. Spitzera a jeho tovaryšů. Jediná zrekonstruovaná freska se nachází na vnější straně jedné z kaplí, která je obrácená ze zahrady. Jedná se o nástěnný obraz sv. Jana Nepomuckého od J. Matthausera.[24]

## Doprava
Dopravní síť

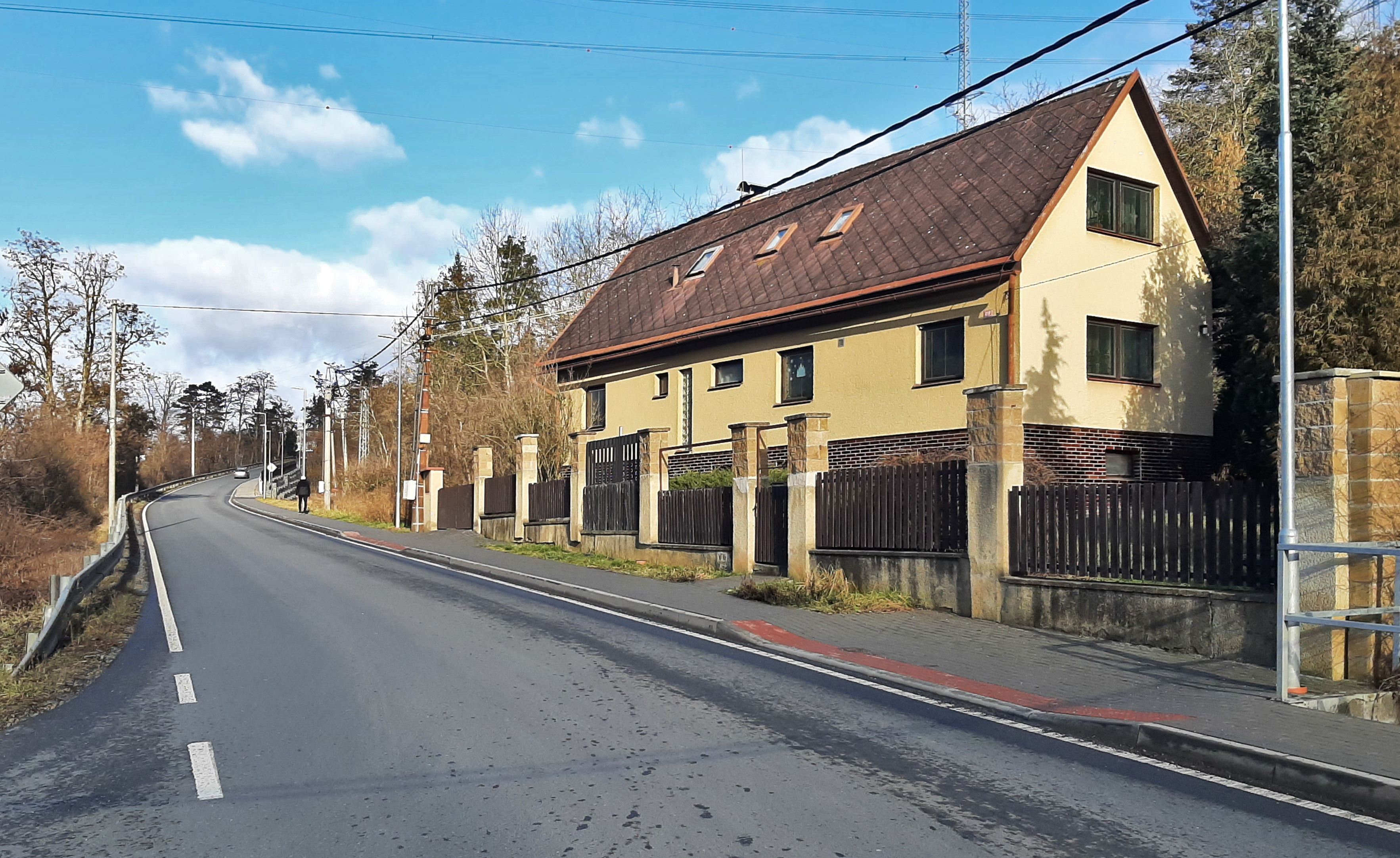
Silnice II/106 – Benešovská ulice v Brunšově

- Pozemní komunikace – Přes Brunšov, Rajchardov i Hradištko prochází silnice II/106 Štěchovice - Kamenný Přívoz - Týnec nad Sázavou - Benešov, navazující silnice spojuje Hradištko s Pikovicemi.

- Železnice – Železniční trať ani stanice na území obce nejsou. Nejblíže obci je železniční zastávka Petrov u Prahy přístupná z místní části Pikovice lávkou pro pěší přes řeku Sázavu ležící na trati 210 z Prahy a Vraného nad Vltavou do Jílového u Prahy a Čerčan.

Veřejná doprava 2018
- Autobusová doprava – V obci měla zastávky autobusová linka Pražské integrované dopravy č. 338 Praha,Smíchovské nádraží - Hradištko,Pikovice (v pracovních dnech 17 spojů, o víkendu 9 spojů) vedoucí z Prahy po levém vltavském břehu přes Štěchovice. Další autobusová linka je 438 Benešov-Vysoký Újezd-Štěchovice (v pracovních dnech 9 spojů, o víkendu 5 spojů).

## Turistika
Okolím archeologického naleziště Sekanka vede naučná stezka Sekanka, částečně souběžná s cyklistickou trasou 8199A.
Na vltavském břehu u Sekanky se nachází hotel Mandát, kde sídlil hledač štěchovického pokladu Helmut Gaensel. U hotelu je přístaviště Mandát, kde zastavují linkové lodě Pražské paroplavební společnosti na trase Praha–Slapy.
Od Pikovic směrem na východ vede po úbočí sázavského břehu pěší Posázavská stezka, vybudovaná ve 20. letech 20. století. Je značena jako součást červené turistické trasy č. 0001. Z Pikovic vedou dvě zeleně značené trasy k jihu: 3042 přes Hradištko a Brunšov do Štěchovic, 3043 přes Medník do Třebsína. Ze Štěchovic přes Brunšov do Třebsína vede modře značená trasa č. 1095. Rezervací Medník vede okružní naučná stezka Medník, zčásti souběžná s trasami 0001 a 3043.
Historii násilného vystěhování obce, budování vojenského cvičiště a koncentračního tábora za druhé světové války přibližuje návštěvníkům naučná stezka Vystěhované Hradišťko vedoucí kromě jiného kolem památníku v místě tábora a kolem pomníku masakru vězňů.
V Hradištku mezi rybníkem a zámkem je vyznačena stezka pro cyklisty o délce několika set metrů. Počátkem léta 2011 byla přes Hradištko vyznačena cyklotrasa 8199.

## Příroda
Na území obce se nacházejí dvě maloplošná chráněná území: národní přírodní památka Medník a přírodní rezervace Kobylí draha.
V rezervaci Medník se vyskytuje ojedinělé naleziště rostliny kandík psí zub, latinsky Erythronium dens-canis. Je kriticky ohroženou rostlinou požívající ochrany podle vyhlášky Ministerstva životního prostředí č. 395/1992 Sb. Rostlina je i ve znaku obce Hradištko. Jde o liliovitou rostlinu s jemným růžovofialovým květem, barvou i tvarem připomínajícím květ bramboříku. Kvete velmi brzy na jaře, hned s prvními podléškami. Kvetoucí rostliny mají dva, nekvetoucí po jednom sivě zeleném skvrnitém kožovitém listu. Jméno má tento druh kandíku podle bledé cibulky tvaru psího špičáku, uložené hluboko v zemi.

## Osobnosti
- Josef Hušbauer – fotbalista[31]
- Ladislav Volešák – fotbalista[31]